# Resurrection (Invasión Secreta)
"Resurrection" es el primer episodio de la serie de televisión estadounidense Secret Invasion, basada en el cómic crossover de Marvel Comics del mismo nombre. Sigue a Nick Fury luchando contra una facción rebelde de extraterrestres que cambian de forma, los Skrulls, que planean una insurgencia en la Tierra después de que no pudiera encontrar otro planeta para ellos. El episodio está ambientado en el Universo Cinematográfico de Marvel (MCU), compartiendo continuidad con las películas de la franquicia. Fue escrito por el guionista principal Kyle Bradstreet y Brian Tucker, y dirigido por Ali Selim.
Samuel L. Jackson repite su papel como Fury de los medios anteriores del MCU, junto con Ben Mendelsohn como Talos, con Kingsley Ben-Adir, Killian Scott, Samuel Adewunmi, Dermot Mulroney, Richard Dormer, Emilia Clarke, Olivia Colman y Don Cheadle también protagonizando el episodio. Selim se unió a la serie en mayo de 2021 para dirigir todos los episodios.
"Resurrection" se estrenó en Disney+ el 21 de junio de 2023. Su recepción crítica fue mixta, con elogios por su ritmo, actuaciones y potencial, pero críticas por su dependencia de elementos anteriores del MCU, falta de narrativas cohesivas y falta de tensión auténtica.

## Trama
En Moscú, el ahora fugitivo agente Everett K. Ross se encuentra con el agente de la CIA Prescod, quien tras una larga investigación, teoriza que un grupo rebelde de extraterrestres cambia forma Skrull están conspirando para incitar a la guerra entre Rusia y Estados Unidos, debido a que no se les ha cumplido la promesa de establecerse en un nuevo hogar. Cuando Ross quiere llevar esa información para contactar a Nick Fury, Prescod lo ataca, pero Ross lo termina matando. Maria Hill llega para ayudarlo cuando lo persigue un extraño; en el escape, Ross cae desde la altura y se desangra. Para su sorpresa, Hill descubre que el extraño que lo perseguía era Talos y que Ross es un Skrull; luego llama a Fury. 
Fury regresa a la Tierra después de pasar años en el espacio y se reúne con Talos, Fury se entera de que Talos ha sido exiliado del Consejo Skrull y que su ex aliado Gravik ha tomado una posición de liderazgo con los rebeldes. Mientras dada un paseo, Fury es secuestrado por agentes del MI6 y llevado a encontrarse con una vieja conocida, Sonya Falsworth. Él propone una alianza para detener a Gravik, pero ella se niega. Usando un chip para espiarla a ella y al Primer Ministro, Fury y Talos localizan a otro rebelde, Vasily Poprishchin, pero Fury mata a Poprishchin después de no poder interrogarlo. Talos se reúne con su hija G'iah, quien adquirió bombas sucias para los rebeldes. Después de que afirma que Gravik mató a su madre Soren, G'iah revela el plan de los rebeldes para atacar la plaza Vossoyedineniye el Día de la Unidad y marca la ubicación de las bombas. Sin embargo, Fury, Hill y Talos descubren que las ubicaciones son señuelos antes de que Gravik detone las bombas. En el caos que sigue, Hill recibe un disparo de Gravik disfrazado de Fury. Fury y Talos se ven obligados a huir y abandonarla.

## Producción

### Desarrollo
En septiembre de 2020, se reveló que Kyle Bradstreet estaba desarrollando una serie de televisión para el servicio de transmisión Disney+ centrada en Nick Fury, que se reveló en diciembre como Secret Invasion. Samuel L. Jackson estaba retomando su papel de Fury, coprotagonizando con Ben Mendelsohn en su papel del MCU como Talos. Ali Selim se unió a la serie en mayo de 2021 para dirigir, originalmente para dividir los episodios con Thomas Bezucha; Bezucha dejó la serie antes de que comenzara la producción, y Selim finalmente dirigió los seis episodios. Feige, Louis D'Esposito, Victoria Alonso, Brad Winderbaum y Jonathan Schwartz de Marvel Studios se desempeñaron como productores ejecutivos de la serie junto con Jackson, Selim, Bradstreet y Brian Tucker.  El primer episodio, titulado "Resurrection", fue escrito por Bradstreet y Tucker, y fue lanzado en Disney+ el 21 de junio de 2023. 

### Escritura
Durante el episodio, Talos y G'iah pasan la mayor parte de su tiempo en forma humana, lo que permite a los Skrulls mezclarse mejor con los humanos. Clarke también había descrito el programa como "conectado a tierra" ya que "el espectador está mirando nuestras formas humanas más que cualquier otra cosa". G'iah también recibió su nombre de la diosa griega Gaia, que mostró el amor de Skrull por la Tierra. Mendelsohn también señaló que Talos "perdió el rumbo", lo que sintió que también era paralelo al arco del personaje de Nick Fury, ya que ambos tenían "enfrentarse a cosas". Además, con respecto a la extrapolación de la historia de fondo de G'iah y Talos, Clarke había dicho que su dinámica de actuación opuesta a Mendelsohn se había refinado principalmente a lo largo de los ensayos de actuación, y en su mayoría terminó convirtiéndose en improvisación, al tiempo que señaló que "su papel [de Mendelsohn] dictaba a mí un cierto tipo de educación que estaba reglamentada con entrenamiento" además de combinarlo con la "feroz necesidad de su propia independencia" de G'iah.

### Casting
El episodio está protagonizado por Samuel L. Jackson como Nick Fury, Ben Mendelsohn como Talos, Kingsley Ben-Adir como Gravik, Killian Scott como Pagon, Samuel Adewunmi como Beto, Dermot Mulroney como Ritson, Richard Dormer como Prescod, Emilia Clarke como G'iah, Olivia Colman como Sonya Falsworth y Don Cheadle como James "Rhodey" Rhodes. También aparecen Cobie Smulders como Maria Hill, Martin Freeman como Everett K. Ross, Uriel Emil como Vasily Poprishchin, Tony Curran como Derrik, Irmena Chichikova como Kreega, Ben Peel como Brogan y Mark Lewis como Zirksu.

### Filmación y efectos visuales
El rodaje tuvo lugar en Pinewood Studios, así como en Hallmark House, desde septiembre de 2021 hasta abril de 2022, con la dirección de Selim,  y Remi Adefarasin como director de fotografía. Eben Bolter se desempeñó como director de fotografía durante la fotografía adicional que duró cuatro meses. El rodaje tuvo lugar en Halifax en Piece Hall del 24 al 31 de enero de 2022, que sirvió como lugar para el final del episodio cuando Gravik detona las bombas en Moscú. 
La escena final que Cobie Smulders había filmado fue la muerte de Maria Hill, que requirió tres tomas para terminar y filmada en el norte de Londres. Durante la producción de la escena, Marvel Studios también persiguió a los drones que intentaron capturar imágenes de la filmación. En cada toma, Smulders había mirado a Jackson a los ojos, afirmando que lo hizo para capturar la emoción del momento como "saber que Hill piensa que Fury le disparó, ese es el dolor de ese momento", mientras que también opinó personalmente que ella pensó que Hill eventualmente supo que no fue Fury quien le disparó.
Los efectos visuales para el episodio fueron creados por Zoic Studios, Barnstorm VFX, Tippett Studio, SDFX Studios, FuseFX, Cantina Creative, Luma Pictures, Base FX, Bot VFX y Digital Domain.

## Marketing
Después del lanzamiento del episodio, Marvel anunció productos inspirados en el episodio como parte de su promoción semanal "Marvel Must Haves" para cada episodio de la serie, incluidos Funko Pops de Fury, Rock 'Em Socks, Skrull T-Shirts, figuras de 6 pulgadas de Fury y Talos, y una parte de Build-a-Figure.

## Recepción

### Audiencia
La aplicación de seguimiento de espectadores Samba TV informó que el episodio fue visto por aproximadamente 994.000 hogares estadounidenses durante los primeros cinco días de su lanzamiento. También señaló que los hogares afroamericanos habían sobre indexado en el programa.

### Recepción de la crítica
El sitio web del agregador de reseñas Rotten Tomatoes informa un índice de aprobación del 55% basado en 20 reseñas. El consenso crítico del sitio dice: "Es bueno ver a Nick Fury de Samuel L. Jackson nuevamente después de un éxodo prolongado, pero la configuración laboriosa de este estreno hace que Secret Invasion tenga un comienzo curiosamente inerte".
Al darle al episodio una calificación de 3/5, Jesse Hassenger de Vulture elogió el ritmo del episodio, pero también sintió que "las cosas del reloj y la daga se están convirtiendo en una novedad". Anticipó la perspectiva de que la serie explore un nuevo aspecto del MCU, pero señaló que podría "asimilarse a un Skrull escondido". Mientras tanto, Franz Ruiz de Space.com sintió que el tono de espía tenía un lado bueno y otro malo. Comentó positivamente que era paralelo a la trama de Expediente X, pero también se quejó de que "parece demasiado serio y un poco disperso". También disfrutó de las actuaciones y los personajes, destacando las escenas de Fury y su "relación tensa" con otros personajes, y calificando la actuación de Colman como su favorita en el episodio. Además, Ruiz también señaló que muchos de los personajes principales, tal como aparecen en la campaña de marketing, ya estaban presentes en el episodio, sintiendo que es una decisión bastante "extraña", ya que hizo que el episodio se sintiera "inconexo y nervioso", pero también configurando suficientes elementos de la trama para los episodios futuros. Concluyó diciendo que aunque era una "versión descafeinada de mejores aperturas de programas", tenía más potencial que otras series de televisión. Daniel Chin de The Ringer escribió que la escena inicial había establecido el tono, pero la muerte del Skrull perseguido por Talos antes de los créditos iniciales no había sido el "gancho fascinante que el creador Kyle Bradstreet y el director Ali Selim probablemente pretendían ser". Al igual que Ruiz, también sintió que el episodio mostró "mucho potencial en su salva inicial", pero criticó el ritmo porque sintió que no exploraba adecuadamente a los personajes y que la serie debería reducir la velocidad para centrarse individualmente en narrativas específicas. Además, pensó que el episodio había introducido demasiada información y no había tratado el aspecto psicológico de su protagonista en la medida de otros programas como WandaVision (2021) y Hawkeye (2021), sintiendo que en cambio "recalienta un fragmento de la aguijón que se muestra después de los créditos de Capitana Marvel antes de continuar". Al concluir su revisión mixta general, señaló que el episodio dependía demasiado del pasado del MCU, ya que se había basado en elementos de películas anteriores del MCU, y esperaba que la muerte de Hill ayudaría a que la serie se volviera más "cautivadora".
En The Daily Beast, Fletcher Peters comparó el tono del programa con el de The Falcon and the Winter Soldier (2021). No le gustó la historia de los Skrull, llamándola "muerta en el agua", y opinó que las luchas personales de Fury eran más interesantes que la relación entre Talos y G'iah, y quería que la serie se centrara más en esa. Peters también declaró que disfrutó del diálogo y la dinámica entre Falsworth y Fury. Kirsten Howard, de Den of Geek, le dio al episodio 2.5 de 5 estrellas. Sintió que atraería más a las personas familiarizadas con el MCU, ya que la revelación de que Ross es un Skrull y la muerte de Hill tendría más impacto, mientras que también sintió que la muerte de Hill no fue necesaria y una "injusticia sin alegría para Smulders... tenencia en las películas de Marvel". Al señalar que si bien es un "proceso de combustión lenta", sintió que el programa tendría dificultades para establecer un clímax debido a que tuvo lugar unos años después de Capitana Marvel, y no se sorprendió por los eventos del episodio debido a la comercialización del episodio. Matt Purslow, que escribe para IGN, le dio a los primeros dos episodios un 8/10, principalmente comentando que sentía que la premisa carecía de "tensión auténtica" ya que muchos personajes ya habían sido revelados como Skrulls y también expresó su preocupación por el concepto del programa siempre que no lo fuera. depende en gran medida de la historia del cómic de 2008 del mismo nombre de Brian Michael Bendis. Sin embargo, también elogió a los personajes, sintiendo que Fury y sus Skrulls "aportan capas turbias a este thriller", la actuación de Colman fue única y memorable, y expresó placer con el personaje de Gravik, aunque deseaba que Gravik tuviera más tiempo en pantalla para desarrollar su personaje. Concluyó diciendo que el programa "se complace [n] en la suciedad del género" y comparó su estilo visual con el de Capitán América: El soldado de invierno (2014), lo que le permitió tener un tono único en comparación con otros proyectos del MCU.